# Universidad de Meiji
La Universidad de Meiji (明治大学), abreviado Meidai (明大?), es una universidad privada en Tokio, Japón. Es una de las más grandes y prestigiosas universidades de Japón. Fue fundada en 1881 por tres abogados de la era Meiji: Tatsuo Kishimoto, Kozo Miyagi, y Misao Yasiro. La Universidad de Meiji es parte del grupo conocido como las Seis Universidades de Tokio. Las siete Facultades y una Escuela de la universidad, tienen cerca de 33 000 estudiantes en tres campi: Ochanomizu, Izumi e Ikuta.
Las Escuelas de la universidad son Leyes, Comercio, Ciencias Políticas y Economía, Artes y Letras, Ciencia y Tecnología, Agricultura, Negocios y administración; y Comunicación. Todas ellas, excepto esta última, tienen escuelas de posgrado.
Debido al alto porcentaje de abogados graduados, la facultad de leyes está considerada entre el grupo de colegios de leyes más fuertes de Japón. 
En el 2011, postularon 113 905 estudiantes para 4582 plazas, siendo el mayor número de aspirantes en todo Japón.
Algunos de los egresados famosos de esta universidad son el director de cine Takeshi Kitano, los ex primeros ministros Takeo Miki y Tomiichi Murayama; el chino Zhou Enlai, Tatsuji Fuse, el cantante y actor Tomohisa Yamashita , la actriz Keiko Kitagawa el futbolista internacional Yūto Nagatomo; entre otros.